# Austria ai Giochi della III Olimpiade
L'Austria partecipò ai Giochi della III Olimpiade che si sono svolti a Saint Louis dal 1º luglio al 23 novembre 1904, con una delegazione di 2 atleti impegnati in due discipline.
Nonostante Julius Lenhart fosse austriaco le sue tre medaglie (due ori e un argento) sono attribuite agli Stati Uniti perché rappresentò il club di Filadelfia.

## Medaglie

### Medaglie di bronzo
| Medaglia | Nome       | Sport | Evento                 |
| -------- | ---------- | ----- | ---------------------- |
| Bronzo   | Otto Wahle | Nuoto | 440 iarde stile libero |

## Risultati

### Nuoto
| Evento                 | Pos. | Nuotatore  | Finale         |
| ---------------------- | ---- | ---------- | -------------- |
|                        |      |            |                |
| 440 iarde stile libero | 3°   | Otto Wahle | 6:39.0         |
|                        |      |            |                |
| 880 iarde stile libero | —    | Otto Wahle | Non completato |
|                        |      |            |                |
| 1 miglio stile libero  | 4°   | Otto Wahle | Sconosciuto    |